# Nectarinia hartlaubii
Nectarinia hartlaubii é uma espécie de ave da família Nectariniidae.
É endémica de São Tomé e Príncipe.